# Attaque de Novare
 (juin 2021).
L'attaque de Novare est une attaque survenue le matin du 18 juin 2021 lorsqu'un véhicule a percuté des manifestants devant un entrepôt de supermarché à Biandrate, province de Novare, dans le Piémont, en Italie, tuant une personne et en blessant deux autres.

## Les faits
Une vingtaine de travailleurs en grève manifestaient devant un entrepôt du supermarché Lidl dans la rue Guido il Grande de la ville italienne de Biandrate à Novare, dans le Piémont, lorsqu'un chauffeur de poids lourd a intentionnellement percuté les grévistes, tuant Adil Belakhdim, 37 ans, travailleur en logistique et coordinateur syndical provincial de la Confédération des comités de base (Cobas) à Novare (nord d’Italie) et blessant deux collègues de travail. Le conducteur s'est échappé des lieux, mais a été arrêté . L’homme, un chauffeur de camion italien de 25 ans a été arrêté pour homicide involontaire et résistance.